# Parkstraße 24 (München)

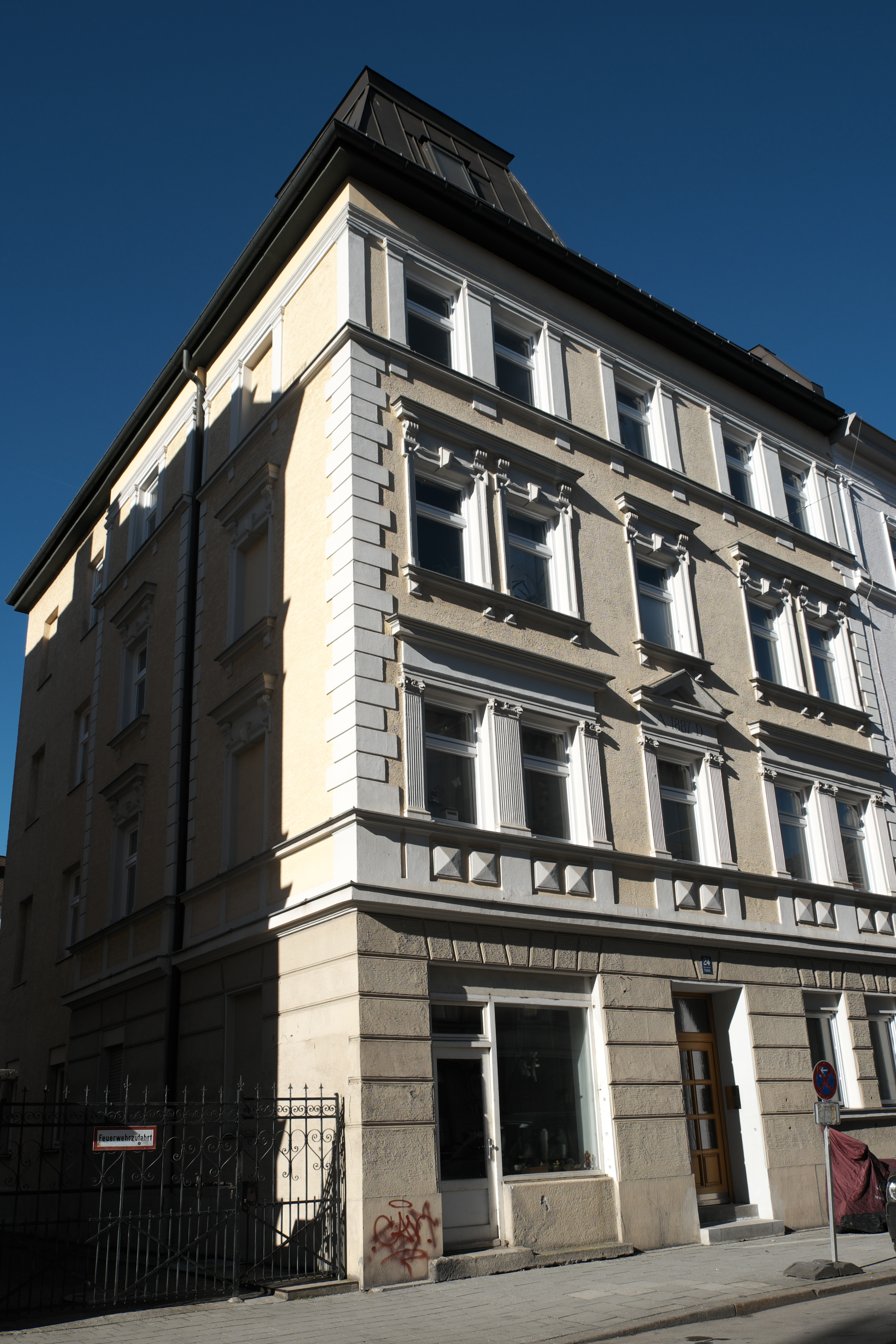
Haus Parkstraße 24 in München

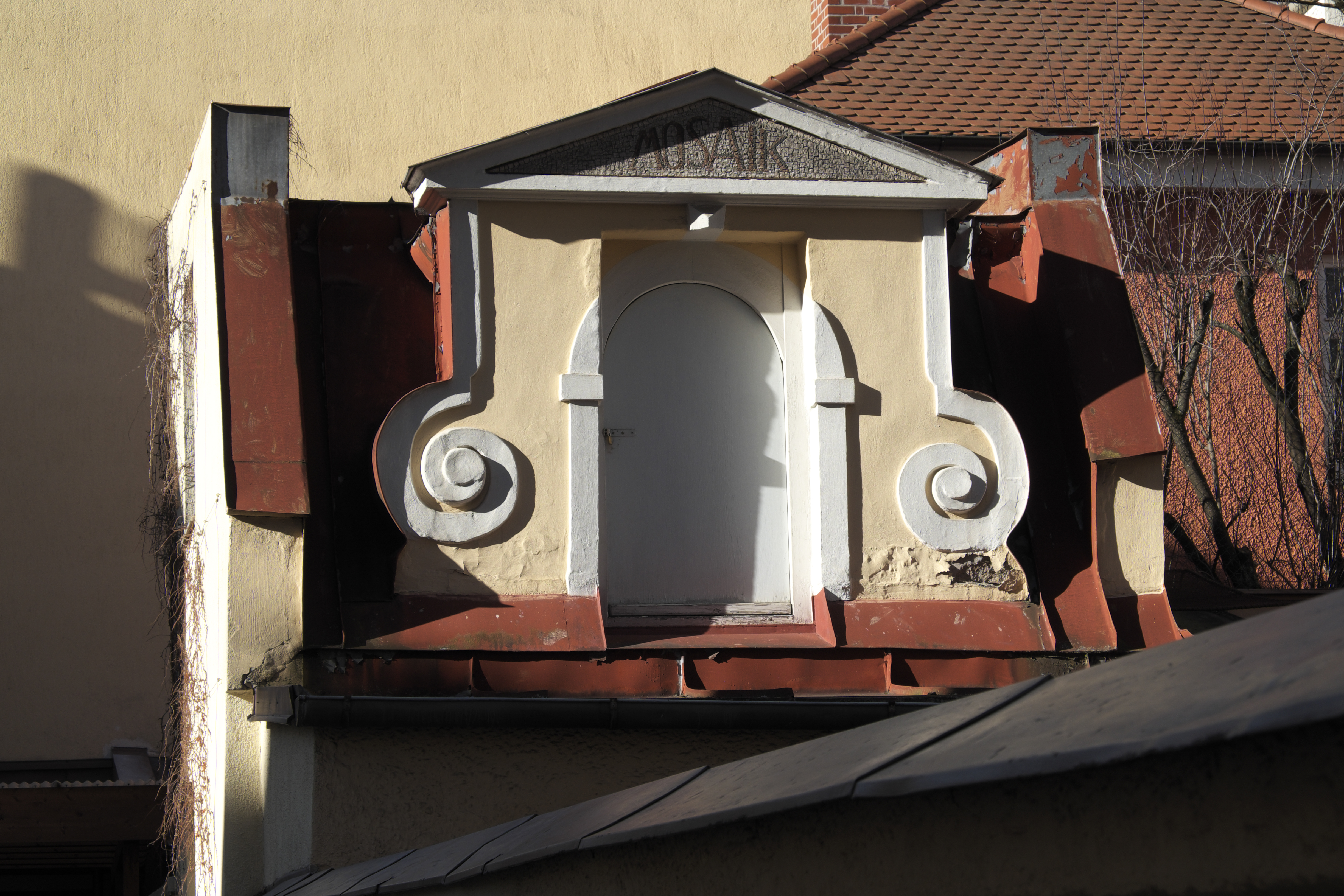
Rückwärtiges Gebäude mit der Inschrift „Mosaik“ im Dreiecksgiebel

Das Gebäude Parkstraße 24 im Stadtteil Schwanthalerhöhe der bayerischen Landeshauptstadt München wurde 1887 errichtet. Das Mietshaus ist als Baudenkmal in die Bayerische Denkmalliste eingetragen.
Der viergeschossige Mansardwalmdachbau im Stil der Neurenaissance wurde nach Plänen der Architekten Alois Barbist und Anton Spenger errichtet. Der reich gegliederte Fassadendekor mit Eckaufsatz stammt von Georg Müller. Das Haus mit Seitenflügel besitzt zwei Wohnungen pro Stockwerk.